# (6699) Igaueno
(6699) Igaueno (1987 YK) – planetoida z pasa głównego asteroid okrążająca Słońce w ciągu 4,15 lat w średniej odległości 2,58 j.a. Odkryta 19 grudnia 1987 roku.